# 弗兰德利 (南达科他州)
弗兰德利（英語：Flandreau）是美国南达科他州下属的一座城市，也是穆迪縣的縣治所在地。根据2010年美国人口普查，该市有人口2,341人。2011年估计该市人口约有2,337人，年增长率为0.17%。